# Brad Walker
Brad Walker (Aberdeen, 21 giugno 1981) è un astista statunitense, campione mondiale a Osaka 2007.

## Biografia
Oltre al titolo outdoor conquistato nel 2007, può vantare anche il titolo mondiale indoor nel salto con l'asta conquistato nel 2006, nonché due argenti vinti ai Mondiali del 2005 e ai Mondiali indoor del 2008.
A Eugene l'8 giugno 2008 ha saltato la misura di 6,04 metri, record nord-centroamericano che lo posiziona al 7º posto tra i migliori astisti di sempre.

## Palmarès
| Anno | Manifestazione   | Sede     | Evento           | Risultato | Prestazione | Note                                     |
| ---- | ---------------- | -------- | ---------------- | --------- | ----------- | ---------------------------------------- |
| 2005 | Mondiali         | Helsinki | Salto con l'asta | Argento   | 5,75 m      |                                          |
| 2006 | Mondiali indoor  | Mosca    | Salto con l'asta | Oro       | 5,80 m      | Miglior prestazione personale stagionale |
| 2007 | Mondiali         | Osaka    | Salto con l'asta | Oro       | 5,86 m      |                                          |
| 2008 | Mondiali indoor  | Valencia | Salto con l'asta | Argento   | 5,85 m      | Miglior prestazione personale            |
| 2008 | Giochi olimpici  | Pechino  | Salto con l'asta | nm (q)    | nm (q)      |                                          |
| 2012 | Mondiali indoor  | Istanbul | Salto con l'asta | Bronzo    | 5,80 m      |                                          |
| 2012 | Giochi olimpici  | Londra   | Salto con l'asta | Finale    | nm          |                                          |
| 2013 | Mondiali         | Mosca    | Salto con l'asta | 4º        | 5,82 m      |                                          |
| 2015 | Campionati NACAC | San José | Salto con l'asta | nm        | nm          |                                          |
| 2015 | Mondiali         | Pechino  | Salto con l'asta | 20º (q)   | 5,65 m      |                                          |

## Campionati nazionali
- 5 volte campione nazionale del salto con l'asta (2005, 2007, 2009, 2012, 2013)
- 4 volte campione nazionale indoor del salto con l'asta (2005, 2006, 2008, 2012)

## Altre competizioni internazionali
2005
- Oro alla World Athletics Final ( Monaco), salto con l'asta - 5,86 m

2006
- 7º alla World Athletics Final ( Stoccarda), salto con l'asta - 5,65 m

2007
- Oro alla World Athletics Final ( Stoccarda), salto con l'asta - 5,91 m

2008
- Argento alla World Athletics Final ( Stoccarda), salto con l'asta - 5,70 m